# Wilsing (cráter)

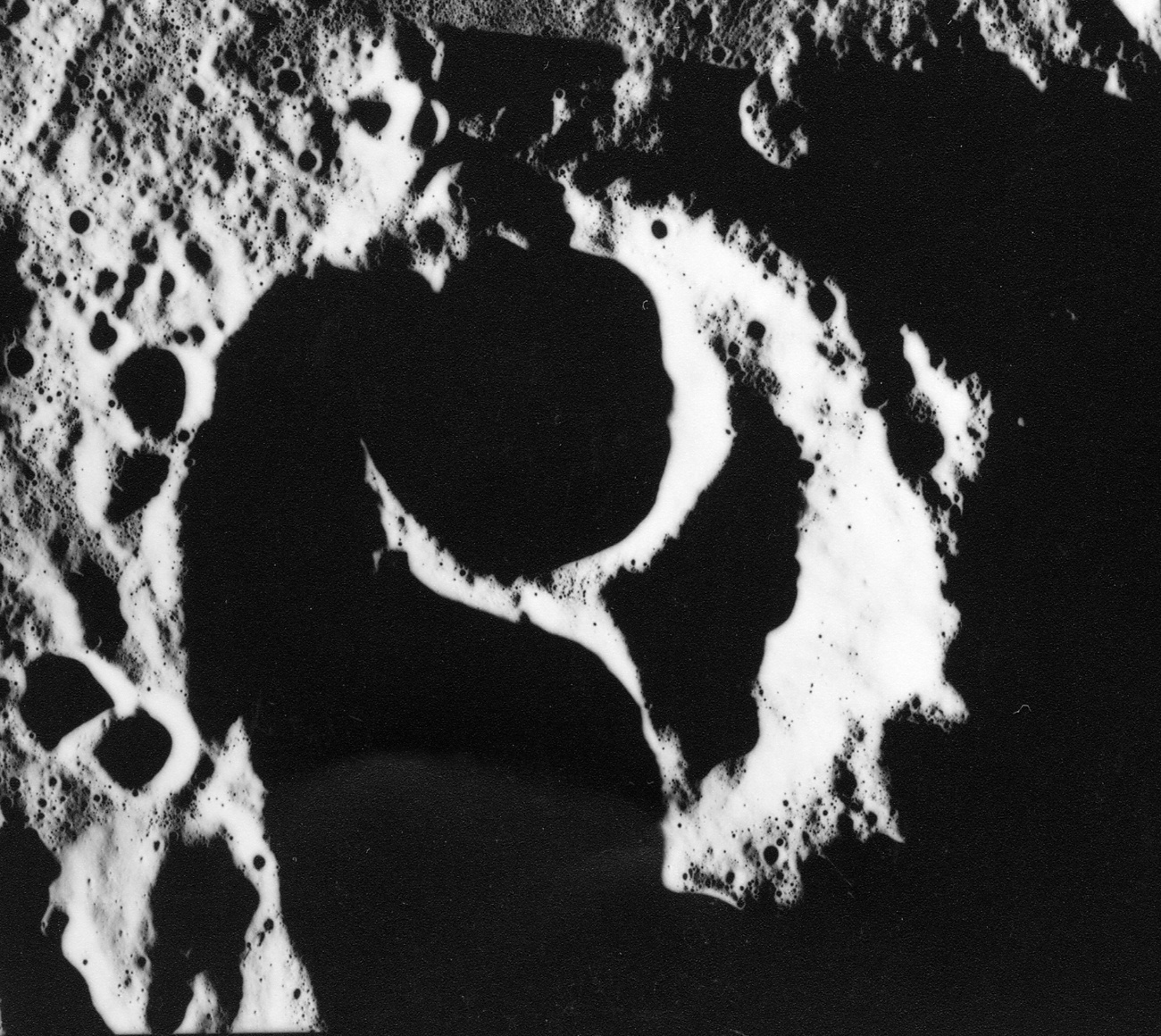
Imagen de Wilsing al paso del terminador desde el Apolo 17

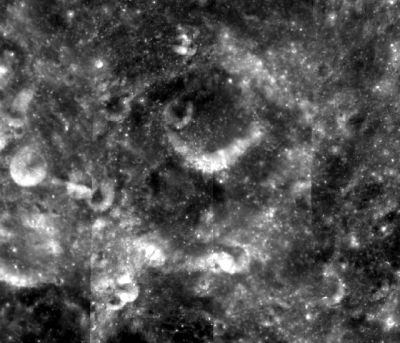
Fotografía de la misión Clementine (1994)

Wilsing es un cráter de impacto perteneciente a la cara oculta de la Luna. Se encuentra justo al norte del cráter Plummer, y más al norte de la enorme planicie amurallada de Apolo, justo en el interior del borde de la inmensa Cuenca Aitken.
|  |

Es una formación muy desgastada, con el cráter satélite más pequeño Wilsing Z situado de forma destacada a través de la mitad norte del suelo interior. El borde de Wilsing se extiende hacia el exterior en la cara del noreste, y con algunos cratercillos sobre el borde al oeste y al sur. El suelo interior es algo desigual, con la parte más nivelada en el sur-suroeste.

## Cráteres satélite
Por convención estos elementos son identificados en los mapas lunares poniendo la letra en el lado del punto medio del cráter que está más cercano a Wilsing.
|         | \| Wilsing \| Coordenadas \| Diámetro \| \| ------- \| -------------------------------- \| -------- \| \| C \| 19°00′S 153°00′O / -19.0, -153.0 \| 33 km \| \| D \| 20°00′S 152°36′O / -20.0, -152.6 \| 15 km \| \| R \| 22°30′S 157°30′O / -22.5, -157.5 \| 24 km \| \| T \| 21°18′S 159°54′O / -21.3, -159.9 \| 19 km \| \| U \| 20°36′S 158°54′O / -20.6, -158.9 \| 26 km \| \| V \| 20°30′S 158°12′O / -20.5, -158.2 \| 51 km \| \| W \| 18°30′S 159°48′O / -18.5, -159.8 \| 36 km \| \| X \| 17°24′S 157°24′O / -17.4, -157.4 \| 23 km \| \| Z \| 20°54′S 155°12′O / -20.9, -155.2 \| 30 km \| |          |
| Wilsing | Coordenadas | Diámetro |
| C       | 19°00′S 153°00′O / -19.0, -153.0 | 33 km    |
| D       | 20°00′S 152°36′O / -20.0, -152.6 | 15 km    |
| R       | 22°30′S 157°30′O / -22.5, -157.5 | 24 km    |
| T       | 21°18′S 159°54′O / -21.3, -159.9 | 19 km    |
| U       | 20°36′S 158°54′O / -20.6, -158.9 | 26 km    |
| V       | 20°30′S 158°12′O / -20.5, -158.2 | 51 km    |
| W       | 18°30′S 159°48′O / -18.5, -159.8 | 36 km    |
| X       | 17°24′S 157°24′O / -17.4, -157.4 | 23 km    |
| Z       | 20°54′S 155°12′O / -20.9, -155.2 | 30 km    |